# Crocodylus anthropophagus
Crocodylus anthropophagus is een soort van uitgestorven krokodillen uit Tanzania. De soort leefde 1,84 miljoen jaar geleden in het Pleistoceen.

## Etymologie
De soortaanduiding anthropophagus is een samenstelling van Oudgrieks ἄνθρωπος, anthrōpos (mens) en φαγεῖν, phagein (eten), wat verwijst naar zijn dieet waartoe waarschijnlijk ook vroege mensachtigen behoorden. Eerder ontdekte fossielen van oermensen vertonen namelijk tandsporen die van Crocodylus anthropophagus kunnen komen.

## Verspreiding
Fossielen van de soort werden gevonden in de Olduvaikloof in het noorden van Tanzania, waar ook de mensachtigen Homo habilis en Paranthropus boisei voorkwamen.

## Uiterlijk
De uiterlijke beschrijving van Crocodylus anthropophagus is gebaseerd op een stuk schedel en skelet. De soort had driehoekige 'hoorns' boven de oren en een relatief diepe snuit. Daarmee leek hij wat op de uitgestorven Voay robustus. Crocodylus anthropophagus zou ongeveer 7,5 meter lang geweest zijn.